# Pierre Berriat
 (février 2021).
La mise en forme du texte ne suit pas les recommandations de Wikipédia : il faut le « wikifier ».
Les points d'amélioration suivants sont les cas les plus fréquents :
- Les titres sont pré-formatés par le logiciel. Ils ne sont ni en capitales, ni en gras.
- Le texte ne doit pas être écrit en capitales (les noms de famille non plus), ni en gras, ni en italique, ni en « petit »…
- Le gras n'est utilisé que pour surligner le titre de l'article dans l'introduction, une seule fois.
- L'italique est rarement utilisé : mots en langue étrangère, titres d'œuvres, noms de bateaux, etc.
- Les citations ne sont pas en italique mais en corps de texte normal. Elles sont entourées par des guillemets français : « et ».
- Les listes à puces sont à éviter, des paragraphes rédigés étant largement préférés. Les tableaux sont à réserver à la présentation de données structurées (résultats, etc.).
- Les appels de note de bas de page (petits chiffres en exposant, introduits par l'outil «  Source ») sont à placer entre la fin de phrase et le point final[comme ça].
- Les liens internes (vers d'autres articles de Wikipédia) sont à choisir avec parcimonie. Créez des liens vers des articles approfondissant le sujet. Les termes génériques sans rapport avec le sujet sont à éviter, ainsi que les répétitions de liens vers un même terme.
- Les liens externes sont à placer uniquement dans une section « Liens externes », à la fin de l'article. Ces liens sont à choisir avec parcimonie suivant les règles définies. Si un lien sert de source à l'article, son insertion dans le texte est à faire par les notes de bas de page.
- La présentation des références doit suivre les conventions bibliographiques. Il est recommandé d'utiliser les modèles {{Ouvrage}}, {{Chapitre}}, {{Article}}, {{Lien web}} et/ou {{Bibliographie}}. Le mode d'édition visuel peut mettre en forme automatiquement les références.
- Insérer une infobox (cadre d'informations à droite) n'est pas obligatoire pour parachever la mise en page.

Pour une aide détaillée, merci de consulter Aide:Wikification.
Si vous pensez que ces points ont été résolus, vous pouvez retirer ce bandeau et améliorer la mise en forme d'un autre article.
Pierre Marie Julien Berriat né le 27 janvier 1866 à Aix-en-Provence et mort le 19 septembre 1923 à Marseille est un peintre français. 

## Biographie
Pierre Berriat naît de l'union de Joseph Honoré Berriat (1827-1903), sculpteur sur marbre né à Marseille et de Thérèse Clémence Baussan, marchande de mode née à Viviers (1827-1913). Ses parents meurent à Pignans dans le Var. Il se marie le 28 mai 1912 à Marseille avec Clotilde Coste.

### Carrière
Pierre Berriat est mentionné dans Les Petits maîtres d'Aix à la Belle Époque : 1870-1914 de Frank Baille. En plus de sa carrière d'artiste peintre, Pierre Berriat était un critique artistique de son temps. Son ouvrage Salon Aixois. Pierre Berriat. Thétis et Jupiter, legs Granet, legs Loubon, etc., , etc. Critique sur l'art et l'art officiel, est édité en 1898.

## Œuvres
- La Seine à Veneux Nadon.
- La Montagne Sainte-Victoire.
- Vue de la Sainte-Victoire du Lac de Bimont.
- Moulin devant la chaîne du Pilon du Roi.
- Vue du Fort, Ile Saint Marguerite, Cannes.
- L'Entrée du port de Marseille.
- Cabanon en bord de côte.
- Vue de Major, Marseille.